# Rantarata
Rantarata (szw. Kustbanan, z fiń. linia nabrzeżna) – linia kolejowa w Finlandii, łącząca Helsinki Główne ze stacją Turku i biegnąca dalej do stacji Turku satama. Ma 195,8 km długości. Na linii znajduje się 16 tuneli o łącznej długości 5 851 m.
Budowa pierwszego odcinka linii, łączącego Turku z Karis i mającego 113 km długości, została zatwierdzona w 1895 roku, a prace budowlane rozpoczęto rok później. Ruch otwarto 1 listopada 1899 roku. Druga część do Helsinek (dokładniej do stacji Pasila) została zatwierdzona w roku 1897 i otwarta tymczasowo w 1902. Oficjalne otwarcie nastąpiło 1 września 1903.
Pod koniec lat 60. rozpoczęto elektryfikację linii na odcinku Helsinki – Kirkkonummi. Odcinek Kirkkonummi – Karis został zelektryfikowany w 1990. Pod koniec 1994 trakcja istniała na całej Rantarata.

## Maksymalna prędkość
- Ruch pasażerski
  - Helsinki – Kirkkonummi: 120 km/h
  - Kirkkonummi – Karis: 180 km/h
  - Karis – Paimio: 200 km/h
  - Paimio – Turku: 160 km/h
  - Turku – Turku Port: 40 km/h
- Ruch towarowy: 120 km/h

## Przebieg
Większe miejscowości, przez które biegnie rantarata (w nawiasach nazwy szwedzkie) oraz inne linie kolejowe:
- Helsinki (Helsingfors)
  - Helsinki – Riihimäki
- Kauniainen
- Espoo (Esbo)
- Kauklahti
- Kirkkonummi (Kyrkslätt)
- Siuntio (Sjundeå)
- Ingå (Inkoo)
- Karis (Karjaa)
  - Karis – Hyvinkää
  - Karis – Hanko
- Pohjankuru (Skuru)
- Ervelä
- Salo
- Paimio (Pemar)
- Piikiö (Pikis)
- Turku
  - Turku – Uusikaupunki
  - Turku – Toijala